# Малькорра, Сусана
Сусана Мабель Малькорра (исп. Susana Mabel Malcorra, род. 1954, Росарио, провинция Санта-Фе, Аргентина) — аргентинский государственный деятель, бывший министр иностранных дел Аргентины в правительстве президента Маурисио Макри в 2015—2017 годах.

## Биография
Сусана Мабель Малькорра родилась в Росарио, в провинции Санта-Фе. Окончила Университет Росарио по специальности инженер-электрик. Между 1979 и 1993 годами работала в компании IBM, в 1993 году перешла на работу в Телеком Аргентина, где заняла должность президента. 
Замужем, имеет одного сына. По вероисповеданию — атеист. Родной язык — испанский. Также разговаривает на английском, португальском и французском.

## Карьера
Сусана Малькорра имеет более 25 лет опыта работы в частном секторе до начала работы в ВПП.
Она начала свою карьеру в IBM Аргентины в 1979 году. За четырнадцать лет в компании она занимала различные посты, последний из которых — директор отделения общественного сектора и услуг. В 1986 году была приглашена в штаб-квартиру в рамках управления программой развития. После увольнения из IBM в январе 1993 года перешла в приватизированную компанию Telecom Argentina, где занимала различные посты от регионального менеджера до руководителя департамента массового рынка и главного директора по операциям. В 2001 году заняла пост генерального директора компании.
С сентября 2004 года — заместитель директора-исполнителя Всемирной продовольственной программы ООН.
Сусана Малькорра была назначена Генеральным секретарем Пан Ги Муном в марте 2008 года, заместителем по полевым операциям, сменив на этом посту Джейн Холл Лют. До этого она была исполнительным директором и заместителем исполнительного директора Всемирной продовольственной программы, где курировала чрезвычайные и гуманитарные операции в более чем 80 странах. Во время цунами — чрезвычайной ситуации в декабре 2004 года она провела первый этап оперативного реагирования и мобилизовала людские ресурсы, бюджет, финансы, информационные технологии, телекоммуникации, управление и службы безопасности для борьбы с катастрофой.
С марта 2012 года — начальник канцелярии помощника Генерального секретаря Организации Объединенных Наций.
В декабре 2015 года избранный президент Маурисио Макри назначил её министром иностранных дел. Малькорра проводила политику изменения национальных ориентиров — от активного участия в Боливарианской оси к тесным отношениям с США и странами Евросоюза.

### Кандидатура на пост генерального секретаря Организации Объединенных Наций
Являлась кандидатом на пост генерального секретаря ООН на замену Пан Ги Муну. Однако в ходе многотуровых выборов в 2016 году не смогла подняться выше 5-го места.